# Bernd Stephan (Theologe)
Bernd Stephan (* 31. Juli 1947 in Großrückerswalde) ist ein promovierter deutscher evangelischer Theologe, der als Pfarrer und nebenamtlicher Kirchengeschichtsdozent gewirkt hat.

## Leben und Wirken
Stephan stammt aus dem sächsischen Erzgebirge und studierte von 1966 bis 1971 an der Sektion Theologie der Karl-Marx-Universität Leipzig Theologie. 1980 promovierte er dort zum Dr. theol. Das Thema seiner 1979 eingereichten Dissertation lautet Beiträge zu einer Biographie Kurfürst Friedrichs III., des Weisen (1463–1525) und umfasst drei maschinenschriftliche Bände. 2014 erschien sie unter dem Titel »Ein itzlichs Werck lobt seinen Meister«. Friedrich der Weise, Bildung und Künste in überarbeiteter Form in Druck. 
Nach seiner Promotion war er als wissenschaftlicher Mitarbeiter in Leipzig, Halle (Saale) und Lutherstadt Wittenberg tätig. Später wirkte er als evangelischer Pfarrer in Karl-Marx-Stadt / Chemnitz und nebenamtlich als  Kirchengeschichtsdozent im kirchlichen Fernunterricht der Kirchenprovinz Sachsen und der Evangelisch-Lutherischen Landeskirche Sachsens. Seit seiner 2005 erfolgten Emeritierung forscht und publiziert er zur mitteldeutschen Reformations-, Kirchen- und Regionalgeschichte. Ferner ist er Vorstandsmitglied der Arbeitsgemeinschaft für Sächsische Kirchengeschichte und vor allem in der Regionalgruppe Chemnitz/Erzgebirge aktiv.

## Veröffentlichungen (Auswahl)
- (Mitherausgeber): Festschrift zum 625-jährigen Jubiläum der Ersterwähnung Großrückerswalde 1386–2011. Gemeindeverwaltung, Großrückerswalde 2011. DNB 1014333946
- (Mitherausgeber): Wortwechsel: Das Kolloquium zum 475. Geburtstag der Evangelisch-Lutherischen Landeskirche Sachsens in Annaberg-Buchholz. Eine Veranstaltung der Evangelisch-Lutherischen Kirchgemeinde Annaberg-Buchholz im Rahmen der Jubiläumsveranstaltung in Annaberg-Buchholz vom 1. bis 4. Mai 2014. Annaberg-Buchholz 2015. DNB 1071098195
- »Ein itzlichs Werck lobt seinen Meister«. Friedrich der Weise, Bildung und Künste. Evangelische Verlagsanstalt, Leipzig 2014. ISBN 978-3-374-03767-4
- (mit anderen Autoren): Der neue Glaube und die Kunst. Reformation und Konfessionalisierung im Spiegel der Kirchenausstattung. Begleitheft zur Sonderausstellung aus Anlass des Reformationsjubiläums 2017 im Schloßbergmuseum Chemnitz. Chemnitz 2017. ISBN 978-3-933248-03-9